# Droga wojewódzka 764
Die Droga wojewódzka 764 (DW 764) ist eine 87 Kilometer lange Droga wojewódzka (Woiwodschaftsstraße) in der polnischen Woiwodschaft Heiligkreuz und der Woiwodschaft Karpatenvorland, die Kielce mit Tuszów Narodowy verbindet. Die Strecke liegt in der Kreisfreien Stadt Kielce, im Powiat Kielecki, im Powiat Staszowski und im Powiat Mielecki.

## Streckenverlauf
Woiwodschaft Heiligkreuz, Kreisfreie Stadt Kielce
-  Kielce (S 7, S 74, DK 73, DK 74, DW 745, DW 761, DW 762, DW 786)

Woiwodschaft Heiligkreuz, Powiat Kielecki
- Suków
- Kranów
- Daleszyce
- Niwy
- Ociesęki
- Wólka Pokłonna
-  Raków (Rakau) (DW 756)
- Chańcza

Woiwodschaft Heiligkreuz, Powiat Staszowski
- Wola Osowa
-  Staszów (DW 757, DW 765)
- Rytwiany
- Kłoda
- Niedziałki
- Rudniki
-  Połaniec (DK 79)

Woiwodschaft Karpatenvorland, Powiat Mielecki
-  Gawłuszowice (DW 982)
-  Tuszów Narodowy (DW 985)